# Eastbound & Down
Eastbound & Down é uma comédia da HBO, que conta a vida de Kenny Powers (Danny McBride), um ex-jogador de beisebol que, após altos e baixos de sua carreira nas ligas profissionais, é forçado a retornar à sua cidade natal. Com nenhum objetivo de vida, ele começa a ensinar educação física em sua antiga escola secundária, além de tentar se envolver com uma pessoa do passado. 
A série é produzida por Will Ferrell e Adam McKay. Foi exibida de 15 de Fevereiro de 2009 a 17 de Novembro de 2013, com 4 temporadas e 29 episódios.